# Evangelische Kirche der schlesischen Oberlausitz

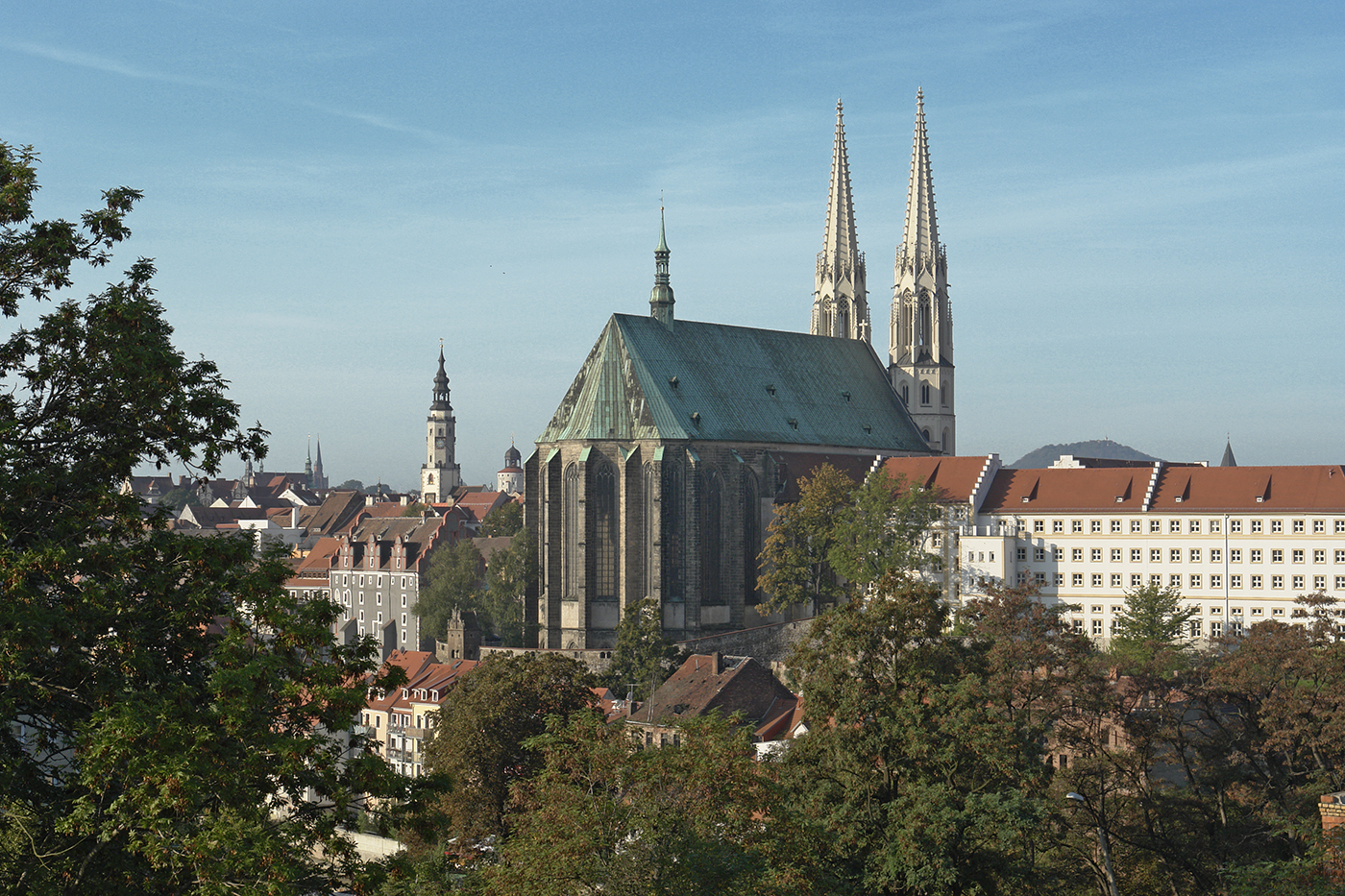
St. Peter und Paul in Görlitz

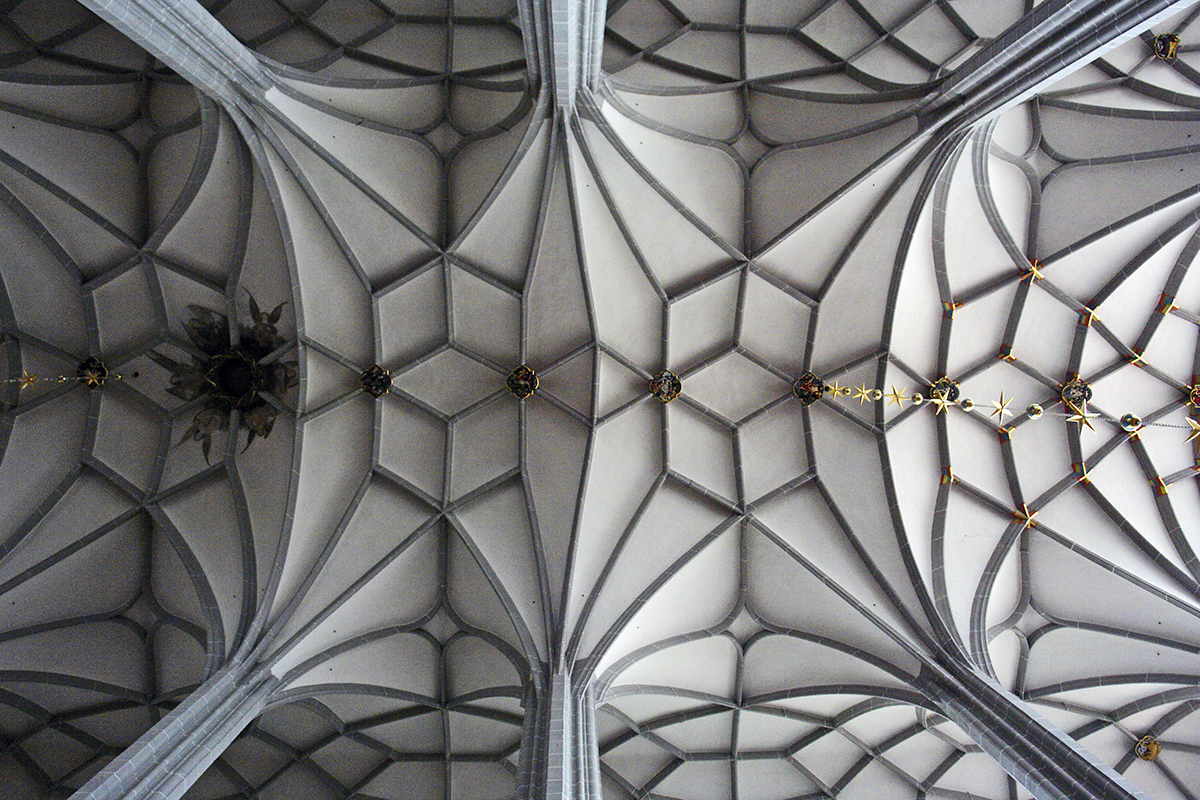
Deckengewölbe

Die Evangelische Kirche der schlesischen Oberlausitz (EKsOL) war eine unierte evangelische Landeskirche, die Kirchengemeinden in der schlesischen Oberlausitz umfasste. Mit Wirkung vom 1. Januar 2004 fusionierte die EKsOL mit der Evangelischen Kirche in Berlin-Brandenburg zur Evangelischen Kirche in Berlin-Brandenburg-schlesische Oberlausitz (EKBO).
Die EKsOL hatte ihren Sitz in Görlitz und zuletzt ca. 70.000 Gemeindeglieder in 72 Kirchengemeinden. Bischofskirche war die Pfarrkirche St. Peter und Paul in Görlitz.

## Geschichte
Beginnend mit evangelischen Predigten in Görlitz 1521 setzte sich die Reformation in der östlichen Oberlausitz in den folgenden drei Jahrzehnten endgültig durch. Wegen der Vorbehalte der damaligen böhmischen Landesherren, die dem katholischen Haus Habsburg entstammten, entstand in der Oberlausitz keine evangelische Landeskirche. Das Kirchenregiment lag vielmehr bei den einzelnen adligen oder städtischen Kirchenpatronen.
In den benachbarten schlesischen Herzogtümern wurde die evangelische Konfession nach dem Dreißigjährigen Krieg von den böhmischen Königen mehr und mehr unterdrückt. Deshalb ließen einige Adlige im Ostteil der Oberlausitz so genannte Grenzkirchen errichten, die die evangelischen Schlesier aus den grenznahen Herzogtümern Sagan, Glogau und Liegnitz zum Gottesdienst besuchen konnten. Nach dem Ersten Schlesischen Krieg 1741/42 und der Eroberung Schlesiens durch Preußen hatte die Unterdrückung der Protestanten ein Ende. 1742 wurde die Evangelisch-lutherische Inspektions- und Presbyterialordnung und 1748 eine Visitationsordnung erlassen. Damit waren die schlesischen Protestanten in einer Provinzialkirche organisiert.

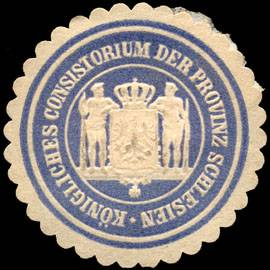
Siegelmarke des Konsistoriums Schlesien zu Breslau

Nach den Napoleonischen Kriegen konnte Preußen auf dem Wiener Kongress 1815 die nordöstliche Hälfte der Oberlausitz mit Görlitz, Lauban und Hoyerswerda erwerben. Dieses Gebiet wurde 1825 in die Provinz Schlesien eingegliedert. Kirchlich wurden die Oberlausitzer Lutheraner dem Konsistorium in Breslau unterstellt, das für die ganze Provinz Schlesien zuständig war.
Die Kirchenprovinz Schlesien war kurz vorher als eine der damals neun Kirchenprovinzen Teil der unierten Evangelischen Kirche in den Königlich-Preußischen Landen geworden, die auf den Unionsaufruf König Friedrich Wilhelms III. von 1817 zurückging. Ab 1829 lag die geistliche Leitung der Kirchenprovinz bei einem Generalsuperintendenten. Insbesondere in der Kirchenprovinz Schlesien bildete und hielt sich hartnäckiger lutherischer Widerspruch gegen die Union der evangelischen Bekenntnisse. Mit Sitz in Breslau bildete sich 1830 die Evangelisch-Lutherische Kirche in Preußen, die nach erfolgloser Unterdrückung 1845 königlich anerkannt wurde. Die Unierte preußische Kirche, deren Kirchenprovinz die meisten schlesischen Protestanten treu geblieben waren, bestärkte ihr Selbstverständnis und nannte sich daher ab 1846 Evangelische Landeskirche in Preußen.
Am Ende des Ersten Weltkriegs musste der König von Preußen abdanken, womit das Landesherrliche Kirchenregiment wegfiel. Die altpreußische Landeskirche gab sich daher 1922 eine neue Kirchenordnung und nannte sich nunmehr Evangelische Kirche der altpreußischen Union, wobei die Kirchenprovinzen, nach Grenzänderungen teils territorial verändert, als Untergliederungen bestehen blieben. Die schlesische Kirchenprovinz, wie die anderen auch, wurde durch die neue Kirchenordnung in ihren inneren Strukturen demokratisiert. Die Macht des Konsistoriums und des Generalsuperintendenten wurde beschränkt, die Leitung lag nunmehr bei einem von der Provinzialsynode gewählten Provinzialkirchenrat, dem Konsistorium und Generalsuperintendent als Verwaltungsorgane nachgeordnet waren.
Territorial gab es folgende Änderungen: Die evangelische Kirchengemeinde in Hultschin, das 1920 an die Tschechoslowakei abgetreten wurde, schied aus der Kirchenprovinz aus und schloss sich in der Folge der Schlesischen Evangelischen Kirche A.B. in Tschechisch-Schlesien an. Nach Flucht und Vertreibung der meisten Gemeindeglieder 1945 ist die Gemeinde verwaist. Die niederschlesischen Kirchengemeinden in Bralin und Triebusch kamen 1920 im Vollzug des Friedens von Versailles an die Kirchenprovinz Posen, die sich bald als Unierte Evangelische Kirche in Polen rekonstituierte, in der polnischen neuen Woiwodschaft Posen.
Als 1922 Ostoberschlesien an Polen abgetreten wurde, schieden die dortigen 17 evangelischen Gemeinden, der gesamte Kirchenkreis Pleß und sieben Gemeinden des Kirchenkreises Gleiwitz mit zusammen 24 Geistlichen, aus der Kirchenprovinz aus und bildeten am 6. Juni 1923 die Unierte Evangelische Kirche in Polnisch Oberschlesien mit Sitz in Katowice. Diese polnische Landeskirche blieb in geistlicher und finanzieller Hinsicht von der Kirchenprovinz Schlesien abhängig. „Dies war nach dem Deutsch-Polnischen Abkommen über Oberschlesien vom 15. Mai 1922 in § 95 und § 96 auch ausdrücklich zugestanden worden.“ 1937 lief das Abkommen aus, wodurch die Beziehung zur Kirchenprovinz Schlesien de jure endete.
Die unierte Kirche in Polnisch Oberschlesien ging 1940 wieder in der Kirchenprovinz auf. Auch die evangelischen Gemeinden im ehemaligen Österreichisch-Schlesien, die nach dem Ersten Weltkrieg zur Evangelisch-Augsburgischen Kirche in Polen gekommen waren, wurden als Kirchenkreis Teschen der Kirchenprovinz angeschlossen. Bei Auflösung der Kirchenprovinz Grenzmark Posen-Westpreußen am 1. April 1941 kam der Kirchenkreis Fraustadt und die Kirchengemeinde in Schwenten (vorher Kirchenkreis Karge) an die Kirchenprovinz Schlesien.
1933 erhielt der seit 1925 amtierende schlesische Generalsuperintendent Otto Ewald Paul Zänker den Titel eines Bischofs. Bald nach der Machtübernahme der Nazis war auch die schlesische Provinzialkirche in Anhänger des Regimes und die Christen der Bekennenden Kirche gespalten. Bischof Zänker bezog 1934 auf dem Breslauer Kirchentag klar Stellung für die Bekenntniskirche. Im Mai 1935 lud der Bischof zur vorläufigen schlesischen Synode auf bekenntnismäßiger Grundlage ein. Mit Disziplinarverfahren gingen staatliche und kirchliche Behörden gegen Zänker vor. Die Maßnahmen des altpreußischen Evangelischen Oberkirchenrates (EOK) führten 1939 zunächst zu seiner Beurlaubung und 1941 wurde er in den Ruhestand versetzt. Damit hatten die regimekritischen Protestanten Schlesiens ihre wichtigste Stütze verloren.
Nach dem Zweiten Weltkrieg wurde die Oder-Neiße-Linie die Ostgrenze Deutschlands. Von der altpreußischen Kirchenprovinz Schlesien blieb nur ein kleiner Teil in der Oberlausitz, fünf Kirchenkreise umfassend, bei Deutschland. Anfang Mai 1945 bildete sich in Breslau eine provisorische Kirchenleitung aus Theologen und Laien, darunter zwei Konsistorialräte, die weder von Sowjets noch Polen des Landes verwiesen wurde. Im Juni stand die Kirchenleitung bereits mit fünf schlesischen Kirchenkreisen in Kontakt, doch Verbindung über die Grenze zu den Kirchenkreisen in der Sowjetischen Besatzungszone (SBZ) bestand nicht. Daher unterstellten sich die fünf schlesischen Kirchenkreise in der SBZ im Dezember 1945 der provisorischen Leitung der altpreußischen Kirchenprovinz Brandenburg.
Zur Provinzialsynode in der Hofkirche Breslau am 22. und 23. Juli 1946 entsandten 40 Kirchenkreise ihre Synodalen, aber keine aus der Oberlausitz, während die Zahl der Evangelischen durch die laufenden Vertreibungen in Schlesien ständig sank. Oberkirchenrat Robert Berger wies auf der Synode Zänkers Ansinnen zurück, von der Britischen Zone aus wieder als Oberhaupt der schlesischen Kirche zu fungieren. Die Synode bestätigte dann die bisher provisorische Kirchenleitung und wählte den bisherigen Präses Ernst Hornig zum Bischof. Am 2. August beschloss die Kirchenleitung für die Kirchenkreise westlich der Neiße eine eigene Dienststelle einzurichten. Doch im Oktober trafen die Ausweisungen auch Mitarbeiter der Kirchenleitung, am 4. Dezember 1946 schließlich musste Bischof Hornig in die SBZ ausreisen.
Die ausgewiesene Kirchenleitung ließ sich in Görlitz nieder, wo am 24. Februar 1947 Vertreter der fünf schlesischen Kirchenkreise in der SBZ angeleitet von Otto Dibelius eine Bezirkssynode bildeten, die den 1946 gewählten Hornig und die weitere Kirchenleitung anerkannte. Die Kirchenleitung in Berlin-Brandenburg übergab zum 1. Mai 1947 die fünf schlesischen Kirchenkreise in die Zuständigkeit des neuen Konsistoriums Görlitz der schlesischen Kirchenleitung. Die Wahlperiode der ersten Provinzialsynode nach dem Kriege währte von 1946 bis 1950. 1947 trat die ehemalige Kirchenprovinz Schlesien als selbständige Landeskirche namens Evangelische Kirche von Schlesien der Evangelischen Kirche in Deutschland (EKD) bei.
Einige Mitarbeiter der Kirchenleitung hatten noch bis Mai 1947 in Breslau bleiben dürfen, um die Übernahme weniger verbleibender Kirchenstrukturen durch den Bevollmächtigten des Konsistoriums der Evangelischen Kirche A.B. in Polen zu begleiten. Die östlich der Neiße gelegenen evangelischen Gemeinden Schlesiens, sofern sie überhaupt nach Flucht und Vertreibung der meisten Gemeindeglieder bestehen blieben, wurden in die Evangelische Kirche A.B. in Polen eingegliedert.
1951 wurde die erste Kirchenverfassung der Evangelischen Kirche von Schlesien verabschiedet. Durch die Verselbständigung ihrer Kirchenprovinzen hatte sich die Kirche der altpreußischen Union de facto von einer Landeskirche in einen Kirchenverband eigenständiger Landeskirchen gewandelt, der dennoch, wie seine Gliedkirchen, zugleich Mitglied der EKD blieb. Auf den altpreußischen Generalsynoden vom 11. bis 13. Dezember und 20. Februar 1951 in Berlin, passten die altpreußischen Synodalen die Kirchenordnung den geänderten Realitäten an. Mit Wirkung zum 1. August 1951 verabschiedeten die Synodalen im Februar in Berlin die neue Ordnung der Evangelischen Kirche der altpreußischen Union.
Am 5. April verlangte Karl Steinhoff, Innenminister der DDR, den Namensbestandteil „preußisch“ aus der Bezeichnung des Kirchenverbandes zu streichen. Der EOK wies dies zurück und erklärte, der seit 1922 im Namen geführte Begriff „altpreußische Union“ bezeichne die seit 1817 entstandene Gemeinschaft von Angehörigen der lutherischen und reformierten Bekenntnisse im damaligen Preußen, nicht aber eine Zugehörigkeit der Kirche zu diesem 1947 von den Alliierten für aufgelöst erklärten Staat, zumal die Evangelische Kirche der altpreußischen Union seit 1919 keine Staatskirche mehr war und auch Kirchengemeinden außerhalb der Grenzen Preußens einschloss. Der Name des Kirchenverbands blieb unverändert.
Dennoch übte die DDR-Regierung weiter Druck in der Namensfrage aus. Die Synodalen gaben dem schließlich nach und die altpreußische Generalsynode beschloss am 12. Dezember 1953 den Namensbestandteil „altpreußisch“ zu streichen, stellten aber zugleich ihre Ansicht klar, dass „altpreußische Union“ eine Gemeinschaft von Bekenntnissen bezeichne, die die Synodalen keinesfalls aufgeben würden. Ab 1954 lautete der Name des Kirchenverbandes „Evangelische Kirche der Union“ (EKU) statt „Evangelischer Kirche der altpreußischen Union“ (APU oder EKapU). Zunächst bildeten aber weiterhin nur die Evangelische Kirche von Schlesien und die anderen fünf aus altpreußischen Kirchenprovinzen hervorgegangenen Landeskirchen die Glieder der EKU, die 2003 aufgelöst wurde. 1960 trat dann die Landeskirche Anhalts als siebte Gliedkirche der EKU bei.
In Westdeutschland bemühten sich viele evangelische Schlesier um die Bewahrung ihrer heimatlichen Traditionen. Es wurden zum Beispiel eigene schlesische Kirchentage abgehalten und seit 1950 die Zeitschrift Schlesischer Gottesfreund herausgegeben.
1968, nachdem die neue DDR-Verfassung den Kirchen den Status der Körperschaften des öffentlichen Rechts entzogen hatte, musste die Kirche ihren Namen in Evangelische Kirche des Görlitzer Kirchengebietes ändern, weil der Ministerrat der DDR die Führung des Namensbestandteils Schlesien als Revanchismus und Nichtanerkennung der neuen Grenzen zu Polen ansah. 1969 wurde die Kirche Mitglied im Bund der Evangelischen Kirchen in der DDR, womit die Mitgliedschaft in der EKD endete. Nach der Wiedervereinigung beider deutscher Staaten konnte sich die Landeskirche jedoch wieder umbenennen und nahm 1992, nachdem sie bereits 1991 wieder Gliedkirche der EKD geworden war, den Namen Evangelische Kirche der schlesischen Oberlausitz an.

## Gebiet der Landeskirche
Das Gebiet der „Evangelischen Kirche der schlesischen Oberlausitz“ umfasste den westlich der Lausitzer Neiße gelegenen Teil der ehemals preußischen Provinz Schlesien, der heute den nordöstlichen Teil Sachsens bildet. Einige wenige Gemeinden lagen im angrenzenden Brandenburg.

## Kirchenorganisation

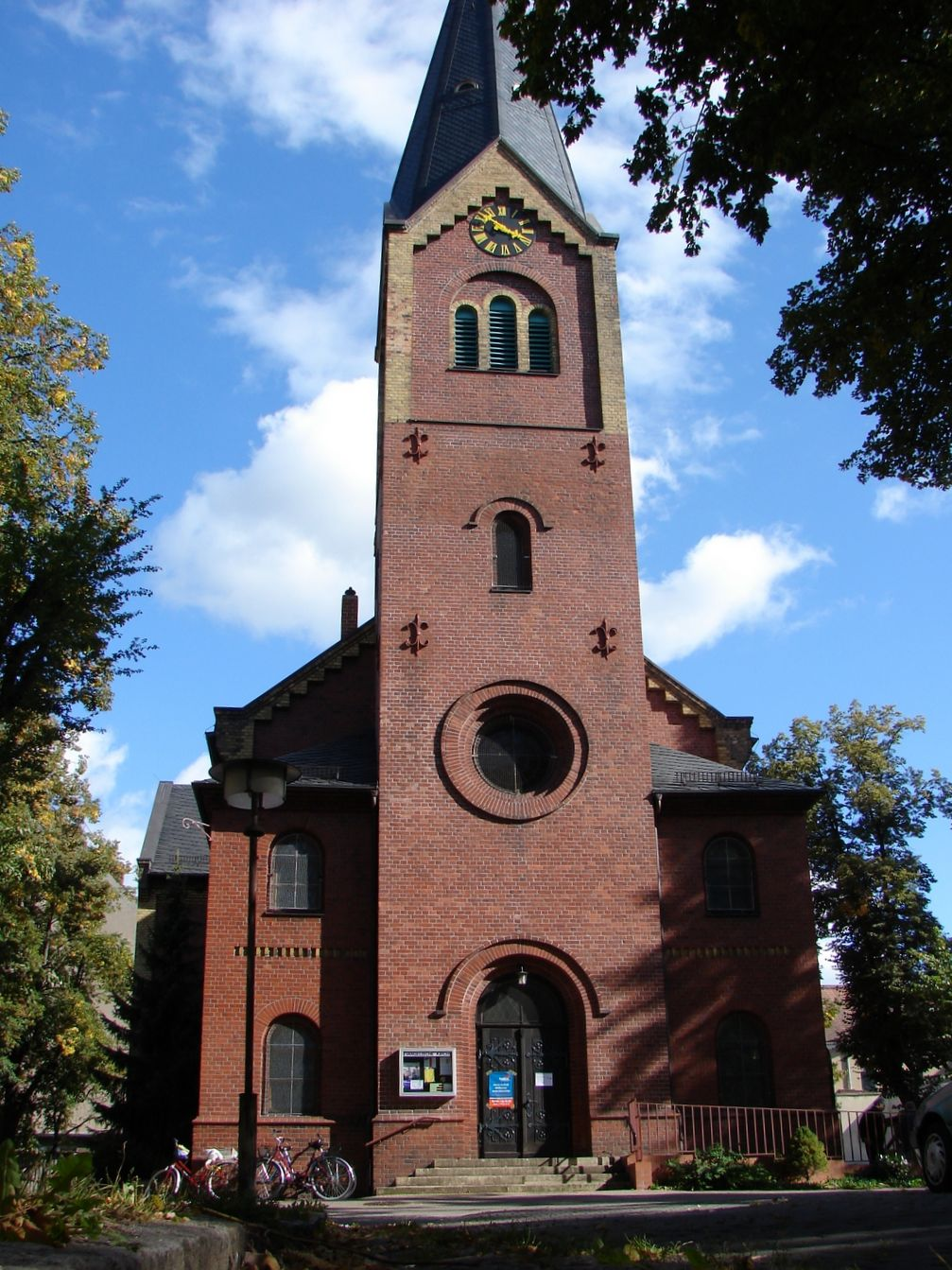
Kirche in Weißwasser/Oberlausitz

### Oberhaupt der Kirchenprovinz bzw. Landeskirche
An der Spitze der Kirchenprovinz Schlesien stand seit 1829 ein Generalsuperintendent, ab 1933 ein Bischof, als geistlicher Leiter. Ab 1922 wählte die Provinzialsynode den Generalsuperintendenten. In der ab 1947 selbständigen Evangelischen Kirche von Schlesien/der schlesischen Oberlausitz wählte die Provinzialsynode den Bischof. Der Bischof war Vorsitzender der Kirchenleitung, der außerdem zwei leitende Oberkonsistorialräte (ein Theologe und ein Jurist) sowie der Präses der Synode angehörten.
Generalsuperintendenten
1829–1830: Johann Gottfried Bobertag
1830–1832: Vakanz
1832–1844: Friedrich Ribbeck, bis 1829 Gen.Supt. für den Reg.Bez. Erfurt
1844–1863: August Hahn
1864–1900: David Erdmann
1901–1903: Hugo Nehmiz (1845–1903)
Generalsuperintendent für Gemeinden im Reg.-Bez. Liegnitz:
1905–1924 Wilhelm Haupt
1924–1933 Martin Schian, durch den preußischen Staatskommissar August Jäger – unter Bruch der Kirchenordnung – beurlaubt.
Generalsuperintendent für Gemeinden der Reg.-Bez.e Breslau und Oppeln:
1904–1925: Theodor Nottebohm (1850–1931)
1925–1935: Otto Zänker, ab 1933 für die ganze Kirchenprovinz
Bischöfe
1935–1941: Otto Zänker
1941–1946: Vakanz
1946–1963: Ernst Hornig, bereits kommissarisch ab 1945 als Präses
1964–1979: Hans-Joachim Fränkel
1979–1985: Hanns-Joachim Wollstadt
1986–1994: Joachim Rogge
1995–2003: Klaus Wollenweber
Leitende Oberkonsistorialräte
1952–1964: Hans-Joachim Fränkel (theologisch), nachfolgend Bischof
1964–1977: Gerhard Juergensohn (theologisch)
1977–1986: Hermann Winde (theologisch)
1990–2003: Hans-Jochen Kühne (theologisch)

### Synode
Ab 1875 hatten auch die östlichen Kirchenprovinzen der preußischen Landeskirche Provinzialsynoden, die bei der Gestaltung des kirchlichen Lebens mitbestimmten. Nachdem 1918 das landesherrliche Kirchenregiment geendet hatte, wurden die Synoden die obersten beschlussfassenden Gremien. Mit der Verselbständigung der Kirchenprovinzen zu Landeskirchen wurden die Provinzialsynoden in Landessynoden umbenannt. Deren Mitglieder, die Synodalen, wurden auf sechs Jahre von den Kirchenkreisen gewählt. Die Aufgabe der Synode ähnelte der von politischen Parlamenten. Den Vorsitz der Synode führte der Präses.
Während des Kirchenkampfes 1933–1945 schaffte die Mehrheit deutschchristlicher Synodaler in der Provinzialsynode per Beschluss das eigene Wirken als Kirchenparlament ab, nach 1934 tagte keine offizielle Provinzialsynode mehr. Alternativ bildete sich 1935 zunächst die Vorläufige Schlesische Synode, aus der dann schlesische Bekenntnissynoden (Synoden beschickt mit Vertretern der Kirchengemeinden, die zur Bekennenden Kirche (BK) hielten) entstanden, beginnend mit der Christophorisynode 1936. Ab 1946 konnten dann wieder Provinzialsynoden gehalten werden.
Präsides

1844–0000: Ludwig Falk (Außerordentliche Schlesische Provinzial-Synode)
1869–0000: Stiller, Superintendent (Außerordentliche Schlesische Provinzial-Synode)
1875–0000: Ernst Edwin von Rothkirch und Trach (1848–1904)
0000–1919: Wilhelm Ernst von Zedlitz-Neukirch
1919–0000: Wilhelm Max Schimmelpfennig
1920–1923: Gerhard Eberlein
1923–1929: Emil Kraeusel, bis 1930 auch Vorsitzender des Provinzialkirchenrates (provinziale Kirchenleitung)
1929–1933: Erich Schultze (gen. Schultze-Ohlau), 1930–1933 auch Vorsitzender des Provinzialkirchenrates
1933–1934: Konrad Jenetzky, 1933–1945 auch Vorsitzender des Provinzialkirchenrates
1935–1936: Paul Viebig (1876–1940), für die Vorläufige Schlesische Synode und die Christophori-Bekenntnissynode
1936–1938: Walter Beninde für die Naumburger Bekenntnissynode
1938–1950: Alfred Kellner (1883–1955) für die Bekenntnissynoden 1938, 1941, 1943, und die Hofkirchensynode (Periode 1946–1950)
1950–1971: Hans Schwidtal
1972–1975: Gotthold Holzhey, Superintendent
1976–1990: Rolf Milker
1991–2003: Andreas Böer, Bürgermeister

### Konsistorium und Kirchenkreise
Das Konsistorium führte die laufenden Geschäfte, es war für die Verwaltungsangelegenheiten zuständig und führte im Auftrag der Kirchenleitung die Dienstaufsicht über die Gemeinden, Kirchenkreise und kirchlichen Amtsträger.
Die Verwaltung war hierarchisch von unten nach oben wie folgt strukturiert:

An der Basis standen die Kirchengemeinden als Körperschaften des öffentlichen Rechts mit gewählten Kirchenvorständen, dem Gemeindekirchenrat. Mehrere Kirchengemeinden bildeten zusammen einen Kirchenkreis, an dessen Spitze ein Superintendent stand. Die Kirchenkreise hatten als Gremium die Kreissynode, deren Mitglieder von den jeweiligen Kirchengemeinden bestellt werden und einen Kreiskirchenrat. Es gab zunächst 6 Kirchenkreise: Görlitz, Hoyerswerda, Niesky, Reichenbach (Oberlausitz), Ruhland, Weißwasser. Vor der Vereinigung mit der Berlin-Brandenburgischen Kirche wurde ihre Zahl auf vier reduziert, die in die neue Landeskirche überführt wurden: Görlitz, Hoyerswerda, Niesky, Weißwasser. Zuletzt hatte die Kirche 72 Gemeinden.

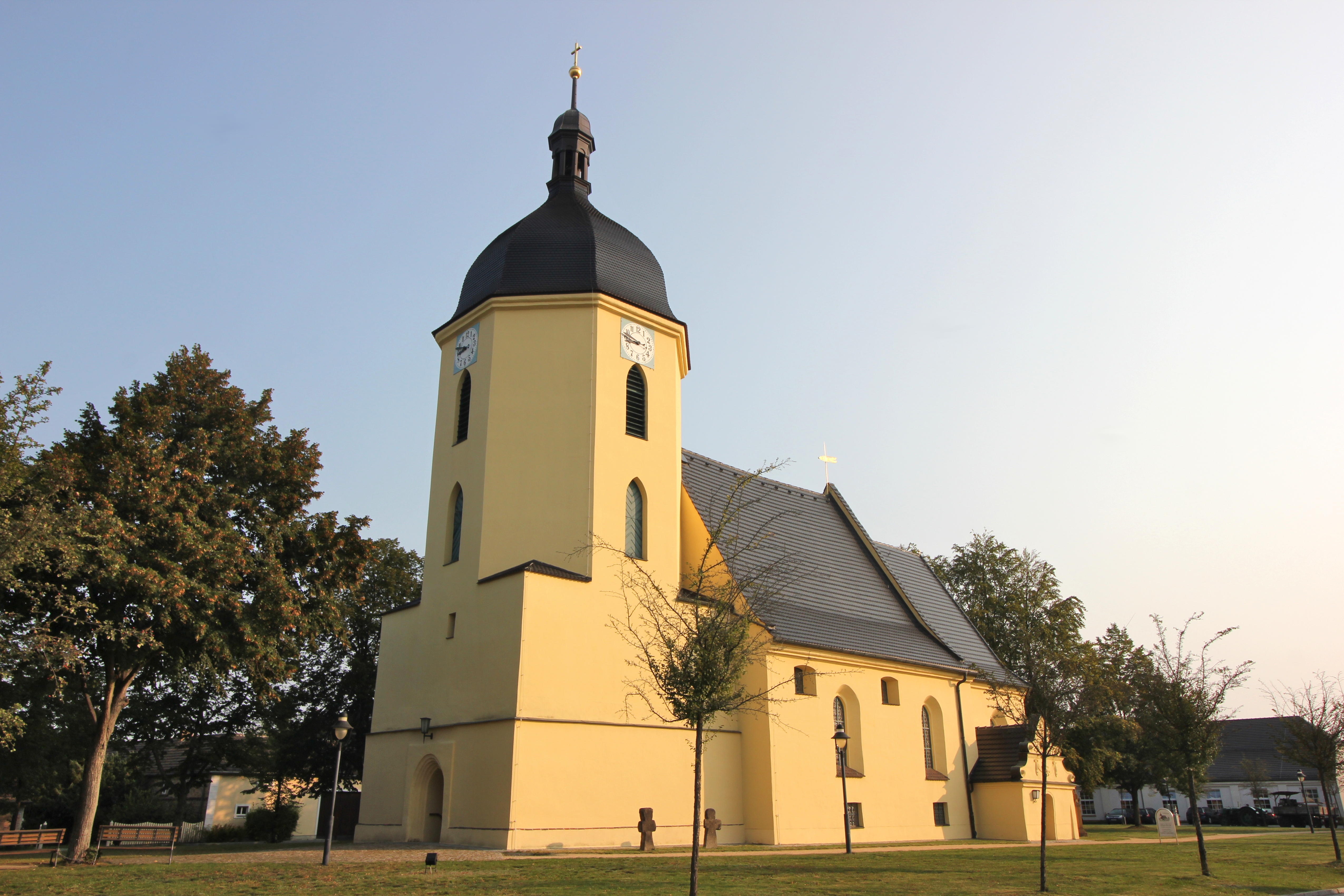
In der Kirche von Schleife wird auch auf Sorbisch gepredigt.

### Sorben
Ein Teil des Sprengels Görlitz befindet sich im sorbischen Siedlungsgebiet. Für die sorbischen Protestanten wird dort ein eigener Gemeindedienst unterhalten, der mit seinen seelsorglichen Angeboten etwa 750 Gemeindeglieder erreicht. In Hoyerswerda und Schleife finden regelmäßig sorbische und zweisprachige Gottesdienste statt. Bis zum Zweiten Weltkrieg wurde sorbischer Gottesdienst in zahlreichen Kirchen des Sprengels wöchentlich gehalten.

## Gesangbücher
Die Gemeinden der Evangelischen Kirche der schlesischen Oberlausitz singen bzw. sangen vor allem aus folgenden Gesangbüchern:
- Gesangbuch für Evangelische Gemeinden Schlesiens, eingeführt 1878
- Schlesisches Provinzial-Gesangbuch, eingeführt 1908
- Evangelisches Kirchen-Gesangbuch (EKG) – Ausgabe für die Evang. Landeskirche Anhalt, Evang. Kirche Berlin-Brandenburg, Evang. Kirche des Görlitzer Kirchengebietes, Evang. Landeskirche Greifswald, Evang. Kirche der Kirchenprovinz Sachsen, eingeführt am 1. Advent 1953
- Evangelisches Gesangbuch (EG) – Ausgabe für die Evangelische Landeskirche Anhalts, die Evangelische Kirche in Berlin-Brandenburg, die Evangelische Kirche der schlesischen Oberlausitz, die Pommersche Evangelische Kirche, die Evangelische Kirche der Kirchenprovinz Sachsen, eingeführt am Pfingstfest 1994

## Fusion
Das Anliegen der Kirchenfusion war zunächst, mehrere Mitgliedskirchen der Evangelischen Kirche der Union zu einer großen Landeskirche zu vereinen. Aber eine Kirche nach der anderen gab die Fusionsabsichten auf, und es blieben nur die Evangelische Kirche in Berlin-Brandenburg (EKiBB) und die Evangelische Kirche der schlesischen Oberlausitz übrig.
Während der Verhandlungen über eine Fusion mit der EKiBB wurde von der Gemeindebasis auch ein Zusammenschluss mit der Evangelisch-Lutherischen Landeskirche Sachsens vorgeschlagen. Diese Fusion war jedoch aus formalen Gründen nicht möglich, da die sächsische Kirche nicht uniert, sondern lutherisch ist.
Die Vereinigung mit der ebenfalls unierten EKiBB scheiterte im ersten Anlauf, weil die Fusion auf der Landessynode im September 2003 nicht die erforderliche 2/3-Mehrheit erhielt. Auf der folgenden Synode im November 2003 setzten sich die Befürworter soweit durch, dass die Görlitzer Synodalen in der dritten Abstimmung für einen Zusammenschluss stimmten.
Nach der Fusion mit der EKiBB bildete das bisherige Gebiet der EKsOl vorübergehend einen Sprengel innerhalb der neu gegründeten Evangelischen Kirche Berlin-Brandenburg-schlesische Oberlausitz (EKBO). Sitz der vierten Generalsuperintendentur innerhalb der neuen Kirche wurde Görlitz. Um die frühere Eigenständigkeit zu würdigen, ist die Görlitzer Generalsuperintendentin als einzige in der EKBO berechtigt, den Titel Regionalbischöfin zu tragen. Dieses Recht wird derzeit jedoch nicht genutzt.
Schon 2010 wurde der Sprengel Görlitz mit dem Sprengel Cottbus zusammengeschlossen. Die Bezeichnung Görlitz blieb erhalten, die deutliche Mehrheit der Gemeindeglieder aber liegt beim früheren Cottbuser Sprengel. Generalsuperintendentin ist seit Oktober 2018 Theresa Rinecker.

## Zeitschrift
Seit Juli 2005 erscheint der Schlesische Gottesfreund in gemeinschaftlicher Herausgeberschaft des Evangelischen Kirchenkreisverbandes Schlesische Oberlausitz, der Gemeinschaft evangelischer Schlesier e. V. und der lutherischen Diözese Breslau im polnischen Schlesien.